# Juan Barrera
Juan Ramón Barrera Pérez (* 2. Mai 1989 in Ocotal) ist ein nicaraguanischer Fußballspieler.

## Karriere

### Verein
Barrera begann seine Karriere bei Real Estelí. Nachdem er drei Jahre bei Walter Ferretti verbracht hatte, wechselte er 2011 nach Panama zum Tauro FC. 2012 kehrte er zu Estelí zurück. Im Januar 2013 wechselte er leihweise für ein halbes Jahr nach Venezuela zu Deportivo Petare. 2015 wechselte er nach Österreich zum SCR Altach. Damit ist er der erste Nicaraguaner, der einen Profivertrag in Europa erhielt. Am 16. Dezember 2015 wurde der Vertrag auf Barreras Wunsch aufgelöst. Eine Woche später wurde er vom guatemaltekischen Verein CSD Comunicaciones verpflichtet.
Im Januar 2018 wechselte er ein zweites Mal nach Venezuela, wo er sich dem Metropolitanos FC anschloss.

### Nationalmannschaft
Barrera debütierte am 22. Januar 2009 beim 1:1 gegen El Salvador für die nicaraguanische Fußballnationalmannschaft. Sein erstes Länderspieltor erzielte er vier Tage später beim 1:1 gegen Belize. Seitdem gehört er zu den Stammkräften der Fußballnationalmannschaft von Nicaragua. Beim WM-Qualifikationsspiel gegen Anguilla am 29. März 2015 führte er seine Nationalmannschaft erstmals als Kapitän auf den Platz. In der Folge wurde er zum etatmäßigen Kapitän. Bei der Wahl zum FIFA-Weltfußballer des Jahres 2019 sorgte Barrera für Aufsehen, als er per Twitter erklärt hatte, persönlich gar nicht an der Wahl teilgenommen zu haben, obwohl sein Name unter den Wahlunterlagen stand. Der Nicaraguanische Fußballverband erklärte dies mit einem „Verwaltungsfehler“; gewählt habe eigentlich der stellvertretende Kapitän Manuel Rosas und Barreras Name sei nur versehentlich aufgetaucht.